# Lacanobia juncta
Lacanobia juncta là một loài bướm đêm trong họ Noctuidae.